# Scolecenchelys okamurai
Scolecenchelys okamurai är en fiskart som först beskrevs av H. Machida och Ohta, 1996.  Scolecenchelys okamurai ingår i släktet Scolecenchelys och familjen Ophichthidae. Inga underarter finns listade i Catalogue of Life.